# Страховое возмещение
Страховое возмещение — денежная компенсация, выплачиваемая страхователю или выгодоприобретателю при наступлении страхового случая из страхового фонда для покрытия ущерба в страховании имущества и/или в гражданской ответственности. Страховое возмещение проводится также в натуральной форме, т.е. не деньгами, а товарами, услугами или выполненными работами. Например, в страховании автомобилей страховое возмещение может быть произведено ремонтом автомобиля после аварии или заменой деталей. Данные работы выполняются в автомастерской, услуги которой оплачивает страховщик в качестве компенсации ущерба. 
Сумма страхового возмещения не может превышать страховую сумму.  
Основанием для выплаты страхового возмещения может служить заключение аджастера или аварийного комиссара по факту и обстоятельствам страхового случая.

## Системы возмещения ущерба
В страховании имущества, если имущество застраховано не на полную стоимость, применяются две системы возмещения ущерба:
- Пропорциональная
- Первого риска

Применение той или иной системы возмещения ущерба должно быть предусмотрено договором страхования.

### Пропорциональное возмещение ущерба
Данная система возмещения ущерба является наиболее распространённой. При пропорциональном страховании возмещается не весь ущерб, а столько процентов, на сколько процентов застраховано имущество.
Например, имущество имеет страховую стоимость 100, а страховая сумма по договору составила 80. Тогда при ущербе 80 подлежит возмещению 64, т.е. 80% от ущерба. Иными словами при данной системе полный ущерб возмещается только тогда, когда имущество застраховано на полную стоимость.

### Система первого риска
При данной системе возмещения ущерба подлежит возмещению весь ущерб, но не более страховой суммы. 
В дальнейшем страховая сумма уменьшается на сумму выплаты.

## Франшиза
При возмещении ущерба учитывается франшиза. Если договором страхования предусмотрена безусловная франшиза, то из суммы ущерба всегда вычитается сумма, равная безусловной франшизе. При условной франшизе ущерб не возмещается, если его размер не превышает величину франшизы.

## Случаи, когда ущерб не возмещается
Если договором страхования не предусмотрено иного, то ущерб не возмещается, если он причинён:
- действиями либо бездействием страхователя;
- ядерным взрывом, радиацией или радиоактивным заражением;
- военными действиями, а также военными манёврами или иными военными мероприятиями, гражданской войной, народными волнениями и всякого рода забастовками;
- если страховое возмещение ущерба требуется в связи с убытками, возникшими вследствие изъятия, конфискации, реквизиции, ареста или уничтожения застрахованного имущества по распоряжению государственных органов.[4]